# Pseudocleomenes albobifasciatus
Pseudocleomenes albobifasciatus är en skalbaggsart som beskrevs av Hayashi 1979. Pseudocleomenes albobifasciatus ingår i släktet Pseudocleomenes och familjen långhorningar. Inga underarter finns listade i Catalogue of Life.